# Малая Кульша
Малая Кульша (мар. Ошкуп) — деревня в Сернурском районе Республики Марий Эл. Входит в состав Кукнурского сельского поселения.

## География
Находится в северо-восточной части республики Марий Эл на расстоянии приблизительно 35 км на север от районного центра посёлка Сернур.

## История
Основана в 1906—1910 годах переселенцами из деревни Большая Кульша в связи с проведением в Столыпинской аграрной реформы. В 1926 году здесь значилось 9 дворов. В 1930 году проживали 128 человек. В 1975 году в 17 домах проживали 76 человек. В 1988 году деревня состояла из 14 домов, проживали 49 человек, из них 27 трудоспособных. В 1996 году в 11 домах проживали 36 человек. В 2003 году насчитывалось 13 дворов. В советское время работали колхозы «Йошкар кече», имени Кирова, совхозы «Казанский», «Кукнурский».

## Население
Население составляло 36 человек (мари 100 %) в 2002 году, 31 в 2010.